# La Rosa Amarilla
La Rosa Amarilla är en ort i Mexiko.   Den ligger i kommunen Tizapán el Alto och delstaten Jalisco, i den centrala delen av landet, 400 km väster om huvudstaden Mexico City. La Rosa Amarilla ligger 2 015 meter över havet och antalet invånare är 218.
Terrängen runt La Rosa Amarilla är kuperad. Runt La Rosa Amarilla är det ganska tätbefolkat, med 75 invånare per kvadratkilometer. Närmaste större samhälle är Tizapán el Alto, 10,9 km nordost om La Rosa Amarilla. I omgivningarna runt La Rosa Amarilla växer huvudsakligen savannskog.